# Нанакшахи календар
Нанакшахи календар (панџабски: ਨਾਨਕਸ਼ਾਹੀ, nānakashāhī) је соларни календар којег је усвојио комитет Shiromani Gurdwara Prabhandak за одређивање датума важних сичких догађаја. Обликовао га је Pal Singh Purewal као замену за Хинду календар, у употреби је од 1998. Епоха овог календара је рођење првог сичког гуруа, Нанак Дева 1469. Нова година по овом календару је 14. марта по грегоријанском календару. Година која одговара 2008-09. по грегоријанском је 540. година Нанакшахи календара.
Наводи се да се празници Hola Mohalla, Bandi Chhor Divas те Гуру Нанаков рођендан и даље славе по датумима из Хинду календара, а сви други сички религијски дани у складу са Нанакшахи календаром.
Календар је врло контроверзан и нема универзалну подршку међу Сикима. Ипак, многи у сичкој заједници верују да је календар важан јер се њиме реафирмише независност вере Сика од хинду и муслиманске вере.

## Месеци Нанакшахи календара
Слично другим соларним календарима са индијског поконтинента, дужина месеци је у складу са годишњим добима. Пролећни и летњи месеци углавном имају по 31 дан, а јесењи и зимски по 30, како би се узело у обзир то што се Сунце по еклиптици брже креће у јесен и зиму. Последњи месец (фебруар-март) има 30 дана у обичној одн. 31 у преступној години, која је тако постављена да наведени месец захвата преступни 29. фебруар из грегоријанског календара (нпр. 539. и 543. Нанакшахи година). 
Месеци овог календара су:
| Бр. | Име     | Панџаби | Дана  | Захвата             |
| --- | ------- | ------- | ----- | ------------------- |
| 1   | Chet    | ਚੇਤ      | 31    | Март - Април        |
| 2   | Vaisakh | ਵੈਸਾਖ     | 31    | Април - Мај         |
| 3   | Jeth    | ਜੇਠ      | 31    | Мај - Јун           |
| 4   | Harh    | ਹਾੜ      | 31    | Јун - Јул           |
| 5   | Sawan   | ਸਾਵਣ     | 31    | Јул - Август        |
| 6   | Bhadon  | ਭਾਦੋਂ      | 30    | Август - Септембар  |
| 7   | Assu    | ਅੱਸੂ      | 30    | Септембар - Октобар |
| 8   | Katak   | ਕੱਤਕ     | 30    | Октобар - Новембар  |
| 9   | Maghar  | ਮੱਘਰ     | 30    | Новембар - Децембар |
| 10  | Poh     | ਪੋਹ      | 30    | Децембар - Јануар   |
| 11  | Magh    | ਮਾਘ      | 30    | Јануар - Фебруар    |
| 12  | Phagun  | ਫੱਗਣ     | 30/31 | Фебруар - Март      |